# Pentecost III
Pentecost III es un EP de la banda de rock británica Anathema. Fue lanzado en mayo de 1995 y grabado en Academy Studios, West Yorkshire en mayo de 1994. Sería el último trabajo de la banda con Darren White como vocalista.
El sonido de este disco es más experimental que el del LP Serenades, privilegiando las melodías atmosféricas antes de los riffs pesados, mientras Darren White solo canta con guturales en el tema Memento Mori (tomado de su primer demo).

## Lista de temas
1. "Kingdom" - 9:31
2. "Mine is Yours To Drown (Ours Is The New Tribe)" - 5:40
3. "We, The Gods" - 9:59
4. "Pentecost III" - 3:54
5. "Memento Mori" - 12:18

Todas las letras fueron escritas por Darren White, y toda la música es original de Anathema.

## Créditos
- Darren White — Voz
- Duncan Patterson — Bajo
- Daniel Cavanagh — Guitarra
- Vincent Cavanagh — Guitarra
- John Douglas — Batería

- Datos: Q2476692